# Lotte Feder
Lotte Feder, född Marcussen 22 oktober 1965 i Köpenhamn, är en dansk popsångerska och programledare. Tillsammans med Kenny Lübcke representerade hon Danmark i Eurovision Song Contest 1992, som hölls i Malmö.
Tillsammans med Bodil Agerschou ingick Feder i popduon Snapshot. De fick sitt genombrott i samband med Dansk Melodi Grand Prix (DMGP) 1983, där de framförde låten Gi'r du et knus och hamnade på en andraplats. Framgångarna fortsatte i DMGP året därpå, då de framförde låten A la Carte och hamnade på en tredjeplats. Utanför DMGP fick de hits med låtarna Hej Smukke och Made in Hongkong. Efter fyra utgivna album återvände de till DMGP 1988, där deras låt Tid til lidt kærlighed fick en andraplacering. Mindre framgångsrik blev deras deltagande året därpå, då deras låt Du og jeg slutade på en åttondeplats. Feder deltog återigen i tävlingen 1992 tillsammans med Kenny Lübcke och vann med låten Alt det som ingen ser. I Eurovision Song Contest hamnade de på en 12:e plats med 47 poäng.
Därefter har Feder, tillsammans med Søren Thorup, varit programledare för barnprogrammet Børnekanalen 1994-2000. Hon medverkade som presentatör i DMGP 2001, som programledare i TV-programmet Milkshake 2001-2002 och som upphovsman till TV-showen Grib Mikrofonen på TV 2 2005-2006.

## Diskografi (med Snapshot)
- Souvenir (Medley Records, 1983)
- A La Carte (Medley Records, 1984)
- Made In Hong Kong (Medley Records, 1985)
- Snapshot (Laser Musik, 1987)
- Rigtige kvinder (CB Musik, 1988)
- Gi'r du et knus (Greatest) (EMI/Medley Records, 1998)
- The Collection (Disky, 2000)